# Kristián II. Oldenburský
Hrabě Kristián II. Oldenburský († 1233) byl německý šlechtic. Od roku 1209 do své smrti byl vládnoucím hrabětem z Oldenburku.

## Život
Byl synem Mořice I. Oldenburského († 1211) a jeho manželky Salome Wickerodské.
Po smrti svého otce vládl společně se svým bratrem Otou I. Vládli harmonicky a podařilo se jim výrazně rozšířit práva a území Oldenburku ve Frísku.
Kristiánovi II. se podařilo ukončit suverenitu brémského arcibiskupství nad Oldenburkem; na oplátku pomohl Brémám proti vzbouřeným farmářům ve Stedingenu. Vedl také mnoho sporů proti svým lenním pánům, proti svým bratrancům a proti Hoye.

## Manželství a potomstvo
Oženil se s Anežkou, dcerou hraběte Arnolda Altensko-Isenburkského a Mechtildy Holandské. Měli dva syny:
- Oto Oldenburský († asi 1280), opat v Brémách
- Jan I., hrabě z Oldenburku-Delmenhorstu